# The City (documentaire)
The City is een Amerikaanse documentaire uit 1939. De film werd in 1998 opgenomen in de National Film Registry.